# Canistrum fragrans
Espèce
Classification phylogénétique
Canistrum fragrans est une espèce de plante de la famille des Bromeliaceae, endémique du Brésil

## Synonymes
- Aechmea eburnea (E.Morren) Baker[2]
- Aechmea fusca Baker[2]
- Aechmea rosea (E.Morren) Baker[2]
- Aechmea viridis (E.Morren ex C.Morren) Baker[2]
- Billbergia canephora Baker[2]
- Canistrum binotii Mez[2]
- Canistrum eburneum E.Morren[2]
- Canistrum fuscum (Baker)[2]
- Canistrum lindenii Mez[2]
- Canistrum lindenii f. elatum Reitz[2]
- Canistrum lindenii f. exiguum Reitz[2]
- Canistrum lindenii f. humile Reitz[2]
- Canistrum lindenii f. magnum Reitz[2]
- Canistrum lindenii f. parvum Reitz[2]
- Canistrum lindenii var. pehnkii Reitz[2]
- Canistrum lindenii f. procerum Reitz[2]
- Canistrum lindenii var. roseum (E.Morren)[2]
- Canistrum lindenii var. viride (E.Morren ex C.Morren) Reitz[2]
- Canistrum roseum E.Morren[2]
- Canistrum viride E.Morren ex C.Morren[2]
- Edmundoa lindenii Leme[2]
- Edmundoa lindenii var. rosea (E.Morren) Leme[2]
- Guzmania fragrans Linden[2]
- Nidularium latifolium Baker[2]
- Nidularium lindenii Regel[2]